# Río Víboras
El río Víboras, o Bíboras, es un río del sur de la península ibérica perteneciente a la cuenca hidrográfica del Guadalquivir, que disucrre íntegramente por la provincia de Jaén (España). 

## Curso
El víboras nace en Valdepeñas de Jaén, de varias fuentes: Susana, El Papel, Ranera y Chircales. Se le une río abajo las aguas del río de la Virgen de la Fuensanta; ahora se llama Río Grande. Más abajo, en el Cortijo de La Manga, entra en la Encomienda de Víboras o Bíboras, de donde toma su nombre. Junto al río San Juan forma el río Guadajoz (el Flumen Salsum de la antigüedad), que afluye al río Guadalquivir a pocos kilómetros de Córdoba.